# Тежки крайцери тип „Кент“
Вижте пояснителната страница за други значения на Кент.
Кент (на английски: Kent) са тип тежки крайцери на Британския Кралски флот, от времето на Втората световна война. Те се отнасят към типа „Каунти“, 1-ва серия. От проекта са построени 5 единици: „Кент“ (на английски: HMS Kent (54)), „Беруик“ (на английски: HMS Berwick (65)), „Къмбърланд“ (на английски: HMS Cumberland (57)), „Корнуол“ (на английски: HMS Cornwall (56)) и „Съфолк“ (на английски: HMS Suffolk (55)). Още два крайцера „Австралия“ (на английски: HMAS Australia (I84)) и „Канбера“ (на английски: HMAS Canberra (I85)) са построени за КВМС на Австралия.
Първите „вашингтонски“ крайцери в британския флот.

## История на създаването
Първите британски крайцери, построени в съответствие с ограниченията постановени от Вашингтонската конференция от 1921 – 1922 г. (стандартна водоизместимост – 10 000 тона, калибър на оръдията – не повече от 203 мм). Съгласно приетите по това време в Кралския флот оперативни виждания, тези крайцери са предназначени, преди всичко, за защита на морските комуникации и борба с вражеските рейдери, а не за действия в състава на главните сили на флота.
Работите над проекта започват в края на 1922 г., когато след гибелта на тежкия крайцер „Рали“ (HMS Raleigh (96)) броят на съвременните тежки крайцери от типа „Хокинс“ е намален до четири, а крайцерите с по-малки размери не отговарят на изискванията за провеждане на операции в далечните води. В тази връзка Британското адмиралтейство издава задание за проектиране, което има следните изисквания:
- 8 × 203-мм оръдия с максимален ъгъл на възвишение не по-малко от 65° и скорострелност от 12 изстрела в минута (скоро показателят е намален до по-реалните 5 изстрела в минута);
- 4 × 102-мм зенитни оръдия;
- 2 осемцевни 40-мм зенитни автомата;
- висок надводен борд (за осигуряване на добра мореходност);
- скорост на хода от 33 възела[2] (~61 км/ч).

Към 1 август 1923 г. са подготовени 5 варианта на ескизния проект, като нито един, след разглеждането му, не удовлетворява напълно предявените изисквания, преди всичко – по ниво на защитата. На 29 октомври се състои следващия етап от конкурса, на който са разгледани 3 варианта.
|                                                 | Проект X                                                          | Проект Y                                                          | Проект Z                                                          |
| ----------------------------------------------- | ----------------------------------------------------------------- | ----------------------------------------------------------------- | ----------------------------------------------------------------- |
| Дължина                                         | 191,9 м                                                           | 191,9 м                                                           | 191,9 м                                                           |
| Ширина                                          | 21 м                                                              | 21 м                                                              | 21 м                                                              |
| Газене (средно)                                 | 5 м                                                               | 5 м                                                               | 4,6 м                                                             |
| Газене (пълно)                                  | 6,2 м                                                             | 6,2 м                                                             | 6,2 м                                                             |
| Водоизместимост (стандартна)                    | 10 000 дълги тона                                                 | 10 000 дълги тона                                                 | 10 000 дълги тона                                                 |
| Мощност към валовете                            | 100 000 к.с.                                                      | 100 000 к.с.                                                      | 75 000 к.с.                                                       |
| Скорост, възела, при стандартна водоизместимост | 33                                                                | 33                                                                | 31                                                                |
| Скорост, възела, при пълна водоизместимост      | 32                                                                | 32                                                                | 30                                                                |
| Запас гориво                                    | 2800 дълги тона                                                   | 2800 дълги тона                                                   | 2800 дълги тона                                                   |
| Далечина на плаване на 10 възела                | 7000 мили                                                         | 7000 мили                                                         | 8000 мили                                                         |
| Главен калибър                                  | 8 × 203-мм 4 двуоръдейни кули 130 снаряда на ствол                | 6 × 203-мм 3 двуоръдейни кули 150 снаряда на ствол                | 8 × 203-мм 4 двуоръдейни кули 150 снаряда на ствол                |
| Зенитна артилерия                               | 4 × 102-мм (едностволни установки) 2 осемстволни 40-мм „пом-пома“ | 4 × 102-мм (едностволни установки) 2 осемстволни 40-мм „пом-пома“ | 4 × 102-мм (едностволни установки) 2 осемстволни 40-мм „пом-пома“ |
| Торпедни апарати                                | 2 четиритръбни 533-мм                                             | 2 четиритръбни 533-мм                                             | 2 четиритръбни 533-мм                                             |
| Брониране                                       |                                                                   |                                                                   |                                                                   |
| Арт. погреби и зарядни отделения                |                                                                   |                                                                   |                                                                   |
| — вертикално                                    | 102 мм                                                            | 102 мм                                                            | 76 мм                                                             |
| — хоризонтално                                  | 76 мм                                                             | 76 мм                                                             | 76 мм                                                             |
| Механизми                                       |                                                                   |                                                                   |                                                                   |
| — бордове                                       | няма                                                              | няма                                                              | 50,8 мм                                                           |
| — палуби                                        | няма                                                              | няма                                                              | 25,4 мм                                                           |
| Разпределение на теглата                        | няма данни                                                        | няма данни                                                        | няма данни                                                        |

За най-добър е определен вариантът, предложен от главния строител на флота (на английски: Director of Naval Construction) Юстас Тенисън д’Ейнкуорт (на английски: Eustace Tennyson d'Eyncourt), макар и в този вариант приемлива защита да получават само погребите за боезапаса (общо тегло на бронята – 820 тона). За да се усили бронирането се налага намаляване на мощността на енергетичната установка от 100 000 к.с. до 75 000 к.с., което води до намаляване на
скоростта до 31 възела. Впоследствие за сметка на промяна на параметрите на корпуса и увеличаването на мощността с 5000 к.с. става възможно скоростта на хода да нарастне до 31,5 възела. Окончателният проект е утвърден на 13 декември 1923 г.
Приетата през октомври 1923 г. „Специална програма за новото корабостроене“ предвижда построяването към 1929 г. на осем 10 000-тонни крайцера. През януари 1924 г. на власт във Великобритания идва първото лейбъристско правителство на Макдоналд, след което на Адмиралтейството е предложено значително да намали броя на поръчаните кораби. Първият лорд на Адмиралтейството намалява техния брой до четири, обаче към февруари Кабинетът на министрите добавя още един, желаейки видимо, малко да подобри положението с безработицата. Построяването на тези кораби е включено в програмата за 1924 г. Още два кораба поръчва Австралия – тази двойка се строи според програмата за 1925 г.
Средната цена за един кораб съставя 1 980 000 фунта стерлинги.
Тъй като всичките британски „вашингтонски крайцери“ носят названията на графства, серията кораби става известна като типът „Каунти“ (на английски: County, „графство“).

## Конструкция

### Корпус
Крайцерите от типа „Кент“ имат високоборден гладкопалубен корпус с три комина и две мачти, напречното сечение на който над водолинията има трапецовидна форма, а под нея – преминава в були, които служат за защита от торпеда и снаряди, попаднали под водолинията. Максималната дълбочина на тази защита за английските кораби съставя 1,5 м, а на австралийските – 0,76 м. По цялата дължина на корпуса има двойно дъно.
Първоначалният проект предполага поставянето на триноги мачти, обаче заради икономията на трегло са поставени мачти-еднодръвки.
От всички кораби в серията „Кент“ става единственият, който получава кърмова галерия (подобно на линейните кораби и линейните крайцери), коят незначително увеличава дължината на кораба. Впоследствие галерията е демонтирана.
Масата на корпуса според проекта от 1923 г. трябва да съставлява 5400 тона, в действителност още през 1925 г. тя е равна на 5570 тона.

### Въоръжение
Пълната стойност на въоръжението на един крайцер е 700 хиляди лири, което е равно на примерно една трета от общата стойност на кораба.

#### Главен калибър
Главен калибър на крайцерите от типа „Кент“ – осем 203-мм оръдия Mk. VIII с дължина на ствола от 50 калибра, разположени в четири двуоръдейни кули Mk. I с хидравлично задвижване. Кулите са разположени на носа (позиции A и B) и на кърмата (позиции X и Y).
Оръдията имат традиционната за британския флот „телена“ конструкция на ствола и стрелят със снаряди с тегло от 116,1 кг на максимална далечина от 28 030 м. Куполните установки Mk. I, са разработени от фирмата Vickers, имат максимален ъгъл на възвишение на стволовете от 70° и осигурява практическа скорострелност от 3 – 4 изстрела в минута. Тегло на една кула – 205 тона. Теглото на бордовия залп съставлява 940 кг, стойността – 408 фунта стерлинги.
Боезапасът за всяко оръдие в мирно време съставлява 100 снаряда, във военно – от 125 (за „Кент“, „Корнуол“ и „Съфолк“) до 150 (за останалите крайцери).

#### Зенитно въоръжение
Първоначално за борба с вражеската авиация има четири 102-мм/45 оръдия Mk. V, разположени върху платформа зад третия комин, и четири едностволни 40-мм автомата Vickers Mk. II (2-фунтов „пом-пом“).

#### Минноторпедно въоръжение
Осем 533-мм торпедни апарата, разположени на горната палуба под платформата за 102-мм оръдия в две четиритръбни въртящи се установки, за първи път използващи се на такива големи кораби. Установките са поместени по двата борда.
На въоръжение на английските крайцери състоят торпедата Mk V с боен заряд 227 кг, които при скорост от 25 възела имат далечина на хода от 12 800 м. По-съвременните торпеда Mk VII, състоящи на въоръжение на австралийските крайцери, при скорост от 35 възела имат далечина на хода от 15 300 м; тегло на боезаряда – 340 кг взривно вещество.

#### Авиация
Нямат при влизането си в строй.

#### Система за управление на огъня
За управлението на огъня на главния калибър има главен директор и резервен директор с 12-футов и 8-футов далекомер съответно. Има 12-футов зенитен далекомер и два такива резервни далекомера.

### Брониране
Характерна особеност на крайцерите от типа „Кент“ е „кутиевидната“ бронева защита, която е концентрирана около жизненоважните места. Погребите за боезапаса са прикрати по периметъра им от броня с дебелина от 25 до 111 мм, а отгоре – с дебелина от 25 до 76 мм. Това осигурява защитата от 203-мм снаряди при ъгъл на срещата до 40°. В района на машинните отделения има 25-мм бронирани прегради и 35-мм бронирана палуба. Теглото на бронирането съставя 1025 т.

### Енергетична установка
Крайцерите от типа „Кент“ имат четиривална енергетична установка, разположена по линейната схема. Осемте триколекторни парни котела от адмиралтейски тип (работно налягане на водната пара – 17,5 атмосфери) стоят по четири в две котелни отделения, димоходите на котлите са изведени в три неголеми комина (според резултатите на изпитанията височината на комините е увеличена за английските крайцери на 4,6 м, а за австралийските – на 5,5 м). Всеки турбозъбчат агрегат включва в себе си турбини за високо и ниско налягане. Турбините за заден ход са монтирани на изхода на турбините за ниско налягане, а турбините за крайцерската скорост – зад турбините високо налягане. На изпитанията корабите разват скорост от 32,2 – 32,6 възела.
| Кораб        | Дата                | Мощност към валовете | Скорост       | Обороти    | Водоизместимост   |
| ------------ | ------------------- | -------------------- | ------------- | ---------- | ----------------- |
| „Къмбърланд“ | 23 октомври 1927 г. | 84 041 к.с.          | 32,635 възела | 314 об/мин | 10 050 дълги тона |
| „Къмбърланд“ | 27 октомври 1927 г. | 82 930 к.с.          | 31,47 възела  | 305 об/мин | 13 215 дълги тона |
| „Беруик“     | 1927 г.             | 79 885 к.с.          | 32,335 възела | 307 об/мин | 10 165 дълги тона |
| „Беруик“     | 1927 г.             | 80 890 к.с.          | 31,487 възела | 302 об/мин | 12 930 дълги тона |
| „Съфолк“     | 2 септември 1927 г. | 81 856 к.с.          | —             | 307 об/мин | —                 |
| „Кент“       | 19 април 1927 г.    | 80 098 к.с.          | 32,2 възела   | —          | 10 420 дълги тона |

Големият запас от нефт (3200 – 3370 тона) дава огромната далечина на плаване от 13 300 – 13 700 морски мили на икономичния ход от 12 възела. На ход от 14 възела далечината на плаване намалява до 10 400 мили, при 30,9 възела достига 3100 – 3300 мили, при 31,5 възела – 2300 мили. На икономичен ход корабите изгарят 2,9 т нефт на час, а при пълната скорост – 31,5 т/час.

## Модернизации

### Предвоенни
В периода 1930 – 1932 г. английските крайцери от типа „Кент“ получават по един авиационен катапулт за самолета Fairey Flycatcher (впоследствие заменен с Hawker Osprey); през 1935 г. катапулт получава и „Австралия“. В периода 1932 – 1933 г. на „Кент“ допълнително са поставени в района на носовия комин две едностволни 102-мм зенитни оръдия.
През 1934 г. е утвърден план за модернизация на крайцерите от типа „Кент“. Съгласно него, корабите се предполага да получат по протежение на водолинията тънък бронеиран пояс с дебелина 114 мм, нов напречен катапулт D-IH и обширен хангар за 2 самолета Supermarine Walrus зад третия комин, да бъдат снети торпедните апарати и да се заменят единичните 102-мм зенитни оръдия с новите 102-мм зенитни оръдия Mk. XVI в сдвоените установки Мк. XIX.
В периода 1935 – 1939 г. всички кораби от серията, освен „Канбера“, преминават тази модернизация. В началото новите 102-мм/45 сдвоени оръдия Mk. XVI/XIX не са достатъчни, за това „Съфолк“ и „Австралия“ не ги получават, а на „Къмбърланд“ са поставени само две (преди самата война „Къмбърланд“ и „Съфолк“ са довъоръжени – всеки получава по 2×2 вместо 2×1 102-мм оръдия). Местата за поставяне на новите зенитни оръдия са преместени към носовия край. Освен това, на „Къмбърланд“ и „Съфолк“ горната палуба, от кула „Y“ към кърмата, е снижена с едно ниво, за да се намали тегловото натоварване.
„Кент“ и „Австралия“ не получават напречния катапулт и хангара, вместо лекия катапулт S-IIL те вземат тежките Е-IVH, съхранявайки при това своите торпедни апарати.
Всички кораби се довъоръжават с две многостволни установки с 40-мм „пом-поми“ („Къмбърланд“ и
„Съфолк“ – четиристволните Mk. VII, останалите – осемистволните Mk. VI) и две четирицевни 12,7-мм зенитни картечници Vickers Mk. III.
Усъвършенствана е системата за управление на огъня. На носовата надстройка е поставен нов командно-далекомерен пост DCT Mk. I, а за управлението на зенитния огън – директор HACS Mk. I (двата с 12-футови далекомери).

### Модернизации във военно време
„Кент“
В периода януари – септември 1941 г. са поставени 6 едностволни 20-мм/70 автомата „Ерликон“ и радиолокационните станции от типовете 281, 284 и 285. От юли до ноември 1942 г, от крайцера е свалено авиационното оборудване и четирицевните 12,7-мм картечници, вместо последните са поставени още 6 зенитни 20-мм автомата. През септември 1943 г. 6 едностволни 20-мм автомата са заменени с 3 сдвоени 20-мм установки Mk. V с механично задвижване.
„Беруик“
В периода на юни 1941 г. са поставени радиолокационните станции от типовете 281 и 284, в през октомври – 5 едностволни 20-мм/70 автомата „Ерликон“. През август 1942 г. от крайцера са свалени авиационното оборудване и 12,7-мм картечници, добавени са още 6 автомата „Ерликон“, поставена е радиолокационна станция от типа 273. През есента на 1943 г. 7 едностволни „ерликона“ са заменени със 7 сдвоени „ерликона“, а радарът от типа 281 – с нов от типа 281b.
„Къмбърланд“
В периода юли – октомври 1941 г. получава 5 едностволни „ерликона“ и радиолокационните станции от типовете 271, 281 и 285. През февруари 1943 г. са свалени всичките 12,7-мм картечници и един „Ерликон“, вместо тях са поставени пет двуцевни „ерликона“. В края на 1945 г. са добавени още два едностволни „ерликона“.
„Съфолк“
В началото на 1941 г. вместо две 102-мм зенитни оръдия са монтирани две сдвоени 102-мм установки Mk. XVI/XIX, а също така четири едностволни 20-мм автомата и радиолокационни станции от типовете 279 и 285. В периода март – юни 1942 г. са демонтирани 12,7-мм картечници, добавени са четири едностволни 20-мм автомата, вместо радара от типа 279 са поставени новите от типовете 281 и 273. През пролетта на 1943 г. е демонтиран катапултът, обаче хангарът за самолет е оставен. Пет едностволни 20-мм автомата са заменени със сдвоени. През април 1944 г. са добавени още три едностволни 20-мм автомата.
„Австралия“
В края на 1940 г. всички 102-мм оръдия са заменени със сдвоени установки, поставена е радиолокационна станция от типа 286. Към края на 1943 г. радиолокационната станция е заменена с типовете 281 и 273, а 12,7-мм картечници – със седем едностволни „ерликона“, но вече през март 1944 г. вместо тях са поставени двуцевни, тогава е демонтиран и катапултът. През февруари 1945 г. от крайцера е премахната кула X, но не е демонтиран нейният барбет, на кърмовата шелтердека са монтирани два осемстволни 40-мм „пом-пома“, а на носовата надстройка – два четирицевни 40-мм/56 автомата „Бофорс“. Още два сдвоени „бофорса“ са поставени на мястото на демонтираната кула X, и два едностволни – в средната част. Към края на 1945 г. от крайцера са свалени всички 20-мм автомати.
„Канбера“
В началото на 1941 г. са поставени четири допълнителни едностволни 102-мм оръдия, четирите едноцевни „пом-пома“ са заменени с два осемстволни. Възможно, малко преди гибелта му на крайцера да са поставени пет едноцевни „ерликона“.
Водоизместимост и численост на екипажа към края на войната
Към края на Втората световна война стандартната водоизместимост на оцелелите кораби достига 10 900 т, пълната – от 14 490 до 14 910 тона; числеността на екипажа нараства до 848 души.

## История на службата
В началото на 1930-е години всички британски крайцери от типа „Кент“ служат на Китайската станция, периодически завръщайки се в Англия за ремонти и модернизации.

### „Кент“
Заложен на 15 ноември 1924 г. в кралската корабостроителница в Чатъм. Спуснат на вода на 16 март 1926 г., строителството му е завършено на 12 април 1927 г.
На 25 юни 1928 г. влиза в състава на 5-а ескадра крайцери на Китайската станция в качеството си на флагмански кораб. За почти единадесет години служба в Далечния Изток крайцерът три пъти напуска китайските води: два пъти за ремонт в Чатъм (през февруари 1931 г. и след аварията от 14 юни 1933 г. на следващата година) и през 1936 г., когато идва неговия ред – четвърти от корабите на този тип – да премине модернизация в същата корабостроителница.
Към началото на Втората световна война „Кент“ се намира в далекоизточни води: до декември 1939 г. – в състава на 5-а ескадра крайцери на Китайската станция, по-късно – в състава на 4-та ескадра крайцери на Остиндската станция. Занимава се със съпровождането на войскови конвои в Индийския океан. През лятото на 1940 г. е преведен в Средиземно море. На 17 септември 1940 г. при обстрела над Бардия получава попадение от авиационно торпедо на италиански торпедоносец SM.79 от състава на 278-а ескадрила. Загиват 32 британски моряка, крайцерът напълно губи ход. На 21 април 1941 г., по време на ремонта му в Девънпорт получава допълнителни повреди по време на нападение на германската авиация. Връща се в строй на 20 септември 1941 г.
След това до края на войната „Кент“ служи в състава на 1-ва ескадра крайцери от Флота на метрополията. На 12 декември 1941 г. доставя в Мурманск британския министър на външните работи Антъни Идън. Впоследствие съпровожда конвоите за СССР, прикрива операциите против германското корабоплаване. Изваден е в резерва през януари 1945 г. На 22 януари 1948 г. е продаден за скрап, на 31 януари пристига за разкомплектоване в Трун.

### „Беруик“
Заложен на 15 септември 1924 г. в корабостроителницата „Фейрфилд“ (на английски: Fairfield Shipbuilding and Engineering Company) в Говън. Спуснат на вода на 30 март 1926 г., строителството му е завършено на 12 юли 1927 г.
На 15 февруари 1928 г., в Девънпорт, е включен в състава на 5-а ескадра крайцери на Китайската станция, скоро отплава на Изток. След двугодишна служба там се връща в Девънпорт, на 11 април 1930 г. отново влиза в състава на 5-а ескадра крайцери.
На 13 януари 1932 г. се намира на рейда намиращ се 15 мили от Шанхай при неголямото пристанище Вусунг, затруднявайки по този начин обстрела над града от японската ескадра на вицеадмирал Наокуни Номура („инцидентът във Вусунг“).
След поредни ремонти в Англия „Беруик“ още два пъти служи в Китайската станция: през 1932 и 1934 г. През 1935 г. е преведен в състава на Средиземноморския флот във връзка с изострянето на ситуацията в Средиземноморието, предизвикано от итало-етиопската война.
На 1 септември 1937 г. влиза за модернизация от корабостоителницата в Чатъм. Работите са завършени на 13 октомври 1938 г., след което „Беруик“ става флагмански кораб на 8-а ескадра крайцери, действаща във водите на Южна Америка. В състава на ескадрата служи до началото на Втората световна война. През 1939 г. един път плава до Англия, предавайки за времето функциите на флагмански кораб на тежкия крайцер „Йорк“ (HMS York (90)).
В края на 1939 г., заедно с „Йорк“, формира Съединение F, предназначено за издирване на германските рейдери. През май 1940 г. в Датския пролив прихваща немските съдове „Волфсбург“ и „Уругвай“. От април до май 1940 г. участва в Норвежката операция. В края на годината е преведен в Гибралтар в състава на Съединение F. На 27 ноември 1940 г. в боя при нос Спартивенто получава 2 попадения от 203-мм снаряди на италианските тежки крайцери, загиват 7 британски моряка.
На 24 декември 1940 г., по време на съпровождането на войсковия конвой WS-5A, влиза в бой с германския тежък крайцер „Адмирал Хипер“, като го пропъжда. „Беруик“ получава 4 попадения от 203-мм снаряди, изваведени са от строй кула Y и едно 102-мм оръдие.
От 17 януари до 15 октомври 1941 г. преминава ремонт и модернизация, след което влиза в състава на 1-ва ескадра крайцери. Взема участие в съпровождането на арктическите конвои и прикритието на авианосните рейдове срещу норвежкото крайбрежие. През юли 1945 г. е предаден на Портсмътското командване, до февруари 1946 г. се използва за превоз на демобилизирани войници. На 15 юни 1948 г. е продаден за скрап. На 12 юли 1948 г. пристига за разкомплектоване в Блайт.

### „Камберленд“
Заложен е на 18 октомври 1924 г. в корабостроителницата на „Викерс-Армстронг“ в Бароу на Фърнис. Спуснат на вода на 16 март 1926 г., строителството е завършено на 18 септември 1927 г.
На 23 януари 1928 г. крайцерът е включен в състава на 5-а ескадра крайцери. За времето на службата си в Далечния Изток два пъти (през 1930 и 1933 година) плава до Чатъм за планов ремонт. През март 1935 г.отново отплава за Чатъм, където първи от крайцерите на своя тип влиза за модернизация. На 13 май 1936 г. „Къмбърланд“ за четвърти път влиза в състава на 5-а ескадра крайцери, този път в качеството на флагмански кораб вместо „Кент“, който е в Англия за модернизация.
През август 1937 г., заедно с тежкия крайцер „Съфолк“, лекия крайцер „Даная“ (HMS Danae (D44)) и пет разрушителя, се намира в Шанхай за защита на интересите на британските граждани. През септември 1938 г. напуска китайските води и до началото на 1939 г. се намира в Нор (територия в устието на Темза, обхващаща базите на флота в Чатъм и Ширнес), където му се провежда поредния ремонт. На 7 март е включен в състава на 2-ра ескадра крайцери на Флота на метрополията, с началото на Втората световна война е изпратен в Южния Атлантик. Влиза в състава на Група G на комодор Хенри Харууд (на английски: Henry Harwood). На 15 декември 1939 г. прехваща немския параход „Усукума“, но не участва в боя при Ла Плата.
През юни 1940 г. съпровожда първият войскови конвой от серията WS, води безуспешното търсена на германския спомагателен крайцер „Тор“. През септември същата година взема участие в операцията Menace – опитът за предаването на Дакар под контрол на генерал дьо Гол. На 16 септември „Къмбърланд“ потопява френския войскови транспорт „Пуатие“ (на френски: Poitiers), на 25 септември е повреден от попадение в машинното отделение на 240-мм снаряд на френска брегова батарея.
Крайцерът остава в Южния Атлантик до средата на 1941 г. От 1 юли до 11 октомври се намира на ремонт, след завършването на който влиза в състава на 1-ва ескадра крайцери на Флота на метрополията. В периода 1942 – 1943 г. съпровожда арктическите конвои. През ноември 1943 г. участва в десанта на съюзниците в Северна Африка. През март 1944 г. е предаден в състава на Източния (от 23 ноември 1944 г. – Остиндийски) флот; участва в рейдовете над Сабанг, Суматра и Никобарските острови, през септември 1945 г. взема участие в разоръжаването на японския гарнизон на Батавия.
През март 1946 г. е изваден в резерв в Девънпорт, но в периода 1949 – 1951 г. е преоборудван за изпитания на нови образци въоръжение и оборудване. На 10 юни 1952 г. получава сериозни повреди в резултат на засядане на плитчина при Плимът. По време на йорданската криза от 1958 г. прехвърля войски от Малта към Бенгази. Изключен е от списъците на флота през 1958 г., на 3 ноември 1958 г. пристига за разкомплектоване в Нюпорт.

### „Съфолк“
Заложен е на 30 юли 1924 г. в кралската корабостроителница в Портсмът. Спуснат на вода на 16 февруари 1926 г., строителството му е завършено на 21 септември 1927 г.
На 7 февруари 1928 г. е включен в състава на 5-а ескадра крайцери, присъединява се към ескадрата на 25 май, заменяйки отплавалия за преоборудване в крайцер ПВО лек крайцер „Карлайл“ (HMS Carlisle (D67)). За две години пребиваване в Далечния Изток два пъти се ремонтира в Хонконг: от януари до април 1929 г. и от февруари до април 1930 г.
На 13 юли пристига в Англия, обаче на 2 септември отново е назначен в 5-а ескадра крайцери. В началото на декември спасява 14 моряка от потърпелия
крушение немски параход „Хедвиг“ (на немски: Hedwig). От февруари до май 1931 г. е флагмански кораб на ескадра за времето на отсъствието на крайцера „Кент“. На 11 ноември взема участие в спасяването на моряците от претърпелия крушение в скалите на Танг Юнг британски тралчик „Петерсфилд“ (HMS Petersfield). От януари до май 1932 г. е в Шанхай заедно с „Беруйк“.
В началото на 1933 г. отплава за Англия, на 18 май пристига в Портсмът. До юли се намира в ремонт, след което отново се връща в Далечния Изток. От януари до март 1934 г. е флагмански кораб на 5-а ескадра вместо „Кент“. На 5 юни се намира в Йокохама, представлявайки Великобритания по време на погребението на адмирал Того Хейхачиро. На 6 – 8 октомври 1934 г. взема участие в спасяването на моряците от английския кораб „Сити оф Кембридж“. През същия месец влиза за ремонт в Хонконг, работите са завършени през януари 1935 г. От септември до октомври 1936 г., втори от „Кентовете“, влиза за модернизация в Чатъм. На 5 януари 1937 г., там, отново е назначен в 5-а ескадра крайцери. През август 1937 г., по време на поредния японо-китайски конфликт, „Съфолк“, „Камберленд“ и няколко други кораба отново извършва поход за Шанхай. На 2 септември в Хонконг, върху намиращите се на котва съдове и кораби, се стоварва тайфун. „Съфолк“ се сблъсква с форщевена в китайския съд „Ан Ли“, получавайки неголеми повреди. На 17 май 1939 г. пристига в Портсмът, където влиза за пореден ремонт.
С началото на Втората световна война и до април 1943 г. „Съфолк“ служи във водите на метрополията. Влиза в състава на Северния патрул. В хода на Норвежката кампания е тежко повреден близо до Ставангер от немски бомбардировачи Ju-88 от състава на II/KG 30: получава пряко попадение на 500-кг авиобомба и няколко близки разрива. Загиват 33 британски моряка и 38 са ранени. Корабът поема 1500 тона вода, но на свой ход достига до Скапа Флоу. Намира се в ремонт до 12 февруари 1941 г.
През 1941 г. „Съфолк“ изиграва забележителна роля в лова на германския линкор „Бисмарк“, на 23 май открива последния в Датския пролив, а след това поддържа контакта за насочване на другите кораби. От юли до август „Съфолк“ прикрива две авионосни операции в Арктика, а след това участва в съпровождането на конвоите PQ/QP.
През май 1943 г. е предаден на 4-та ескадра крайцери на Източния флот, където се намира до края на войната. От август 1945 до март 1946 г. се занимава с транспортирането на демобилизирани, след което е изваден в резерва, през 1947 г. е продаден за скрап. На 27 юли 1947 г. пристига за разкомплектоване в Нюпорт.

### „Корнуол“
Заложен е на 9 октомври 1924 г. в кралската корабостроителница в Девънпорт. Спуснат на вода на 11 марта 1926 г., строителството завършва на 6 декември 1927 г.
Подобно на останалите английски „Кентове“, започва службата си в състава на 5-а ескадра крайцери, назначението за която получава на 8 май 1928 г. в Девънпорт. През същата година извършва плаване във водите на Южна Америка. На 3 август 1929 г. се сблъсква в китайския порт Вусунг с немския съд „Шеер“ (на немски: Scheer), не получава сериозни повреди и след кратък ремонт се връща в строя. В края на 1930 г. се връща в Англия, на 12 февруари 1931 г., в Девънпорт, отново е включен в състава на 5-а ескадра крайцери. На 11 ноември 1932 г., в Шанхай, се сблъсква с китайски параход, получавайки повърхностни повреди. След година е изпратен за ремонт в метрополията, на 19 декември 1933 г. за трети път е включен в състава на 5-а ескадра крайцери. На 1 септември 1936 г., трети от крайцерите тип „Кент“, влиза за модернизация, работите се водят в Нор. На 9 септември 1937 г., в Чатъм, е назначен във 2-ра ескадра на Флота на метрополията. От 21 до 22 юни 1938 г. участва в кралския преглед в залива Уеймът. На 15 март 1939 г. за четвърти път е изпратен в 5-а ескадра крайцери.
През есента на 1939 г. участва в издирването на германския „броненосец“ „Адмирал граф Шпее“ в състава на Съединение J, базирайки се на Цейлон. През февруари 1940 г. е предаден на Южноатлантическото командване, през септември участва в Сенегалската операция. Месец по-късно, съвместно с лекия крайцер „Делхи“ (HMS Delhi (D47)), не допуска преминаването на френския крайцер „Примоге“ (на френски: Primauguet) от Касабланка към Дакар, огън при това не се открива. Нататък се връща в Индийския океан, на 8 май 1941 г. при Сейшелските острови потопява германския спомагателен крайцер „Пингвин“. След началото на войната с Япония ескортира конвои.
На 5 април 1942 г. югозападно от Цейлон „Корнуол“ и „Дорсетшир“ (HMS Dorsetshire (40)) са атакувани от японски палубни пикиращи бомбардировачи D3A на самолетоносачите „Акаги“, „Хирю“ и „Сорю“. „Корнуол“ получава девет преки попадения на авиобомби с калибъра от 110 до 250 килограма, преобръща се и потъва. Заедно с крайцера загиват 198 души.

### „Австралия“
Строи се от корабостроителницата на „Джон Браун“ в Клайдбанк. Килът на крайцера „Австралия“ е заложен на 9 юни 1925 г., спуснат е на вода на 17 март 1927 г., датата на завършване на строителството му е 15 февруари 1928 г. След преминаване на приемните изпитания, на 24 април 1928 г., влиза в състава на Австралийската ескадра (на английски: Australian Squadron), от 26 август на същата година е флагмански кораб. През 1931 г. е изпратен за ремонт, а флагманските функции приема еднотипния крайцер „Канбера“. Връща се в Австралийската ескадра на 1 януари 1932 г. В течение на последващите три години крайцерът носи служба в австралийски води, а през 1935 г. влиза в състава на Средиземноморския флот на Велокобритания. През юли 1935 г. пристига в метрополията, където в качеството на представител на Австралия взема участие в морския парад на Спитхедския рейд, по случай 25-а годишнина от качването на престола на крал Джордж V. По време на итало-етиопската война, заедно с еднотипния „Беруик“, крайцерът се намира в пълна бойна готовност в Александрия. През 1937 г. се връща в Австралия, а неговото място заема тежкият крайцер „Съсекс“ (HMS Sussex (96)). На 27 април 1938 г. в Сидни започва неговата частична модернизация. Крайцерът отново влиза в състава на Австралийската ескадра на 28 август 1939 г.
През май 1940 г. се присъединява към 1-ва ескадра крайцери на Флота на метрополията. Участва в Сенегалската операция (операции Menace): на 23 септември 1940 г. тежко поврежда френския лидер на разрушители „Л’Одасие“ (на френски: L'Audacieux), на 29 септември в боя с леките крайцери „Жорж Лейг“ (на френски: Georges Leygues) и „Монкалм“ (на английски: Montcalm) получава 2 попадения от 152-мм снаряди. През юли 1941 г. крайцерът се връща в австралийски води, в началото на 1942 г. става флагмански кораб на съединението на ANZAC (по-късно TF.44 и TF.17). Участва в сражението в Коралово море и десанта на остров Гуадалканал.
В периода 1943 – 1944 г. крайцерът действа в състава на 7-и флот на САЩ като флагман на австралийското съединение TF.74. На 21 октомври 1944 г. в залива Лейте е повреден от удар на самолет-камикадзе в мостика – на крайцера загиват 19 моряка, 54 са ранени. Корабът излиза в ремонт, който продължава до края на годината.
По време на десантната операция в залива Лингайен „Австралия“ отново е ударен от камикадзе:
- 5 януари 1945 г. – един десния борд в кърмовата част (25 убити, 30 ранени);
- 6 януари – две в борда и надстройката при мидъла (14 убити, 26 ранени);
- 8 януари – два A6M в борда (няма загуби);
- 9 януари – един D3A в първия комин (няма загуби)[26].

Крайцерът се намира в ремонт до декември 1945 г. След края на войната се използва като учебен кораб. На 31 август 1954 г. е изваден от състава на флота; на 25 януари 1955 г. е продаден за скрап; на 26 март 1955 пристига в Бароу за разкомплектоване.

### „Канбера“
Както и „Австралия“, крайцерът се строи от „Джон Браун“ в Клайдбанк. Килът на „Канбера“ е заложен на 23 юни 1925 г., спускането на воду е на 31 май 1927 г., годината на края на строежа е 1928 г. След края на приемните изпитания, на 10 юли 1928 г., е включен в състава на Австралийската ескадра, в която вече от няколко месеца се числи и крайцерът „Австралия“. През 1931 г. по време на отсъствието на последния „Канбера“ временно изпълнява функцията на флагмански крайцер. На 1 януари 1932 г., след завръщането на „Австралия“ в Австралийската ескадра, „Канбера“ остава флагмански кораб.
Крайцерът остава в състава на Австралийската ескадра до февруари 1941 г. Участва в съпровождането на конвои и издирването на германски рейдери в Индийския океан. На 4 март 1941 г. съвместно с лекия крайцер „Леандър“ (HMNZS Leander (75)) прехваща немските кораби „Кобург“ и „Кети Бровиг“.
След началото на войната с Япония действа във водите на Австралия и Остиндия, влиза в състава на съединенията ANZAC и TF.44. Тежко е повреден от артилерийския огън на японските крайцери при боя до остров Саво на 9 август 1942 г.: получава около 20 попадения (84 загинали, 103 ранени); след 7 часа е довършен от торпедо на американския разрушител „Елет“ (USS Ellet (DD-398)).

## Представители на проекта
| Название     | Вимпел | Корабостроителница                     | Заложен              | Спуснат             | Завършен            | Съдба                                                           |
| ------------ | ------ | -------------------------------------- | -------------------- | ------------------- | ------------------- | --------------------------------------------------------------- |
| „Беруик“     | 65     | „Феърфийлд“, Говън                     | 15 септември 1924 г. | 30 март 1926 г.     | 15 февруари 1928 г. | Разкомплектован в Блайт през 1948 г.                            |
| „Къмбърланд“ | 57     | „Викерс-Армстронг“, Бароу ин Фърнес    | 18 октомври 1924 г.  | 16 март 1926 г.     | 21 януари 1928 г.   | Разкомплектован в Нюпорт през 1959 г.                           |
| „Съфолк“     | 55     | Кралска корабостроителница в Портсмът  | 30 септември 1924 г. | 16 февруари 1926 г. | 31 май 1928 г.      | Разкомплектован в Нюпорт през 1948 г.                           |
| „Кент“       | 54     | Королевская верфь в Чатеме             | 15 ноември 1924 г.   | 16 март 1926 г.     | 22 юни 1928 г.      | Разкомплектован в Трун през 1948 г.                             |
| „Корнуол“    | 56     | Кралска корабостроителница в Девънпорт | 9 октомври 1924 г.   | 11 март 1926 г.     | 10 май 1928 г.      | Потопен от японската авиация южно от Цейлона на 5 април 1942 г. |

| Название    | Вимпел | Корабостроителница      | Заложен             | Спуснат         | Завършен         | Съдба                                                                                                  |
| ----------- | ------ | ----------------------- | ------------------- | --------------- | ---------------- | --- |
| „Австралия“ | I84    | „Джон Браун“, Клайдбанк | 9 юни 1925 г.       | 17 март 1927 г. | 24 април 1928 г. | Разкомплектован в Бароу ин Фърнес в 1955 г.                                                            |
| „Канбера“   | I85    | „Джон Браун“, Клайдбанк | 9 септември 1925 г. | 31 май 1927 г.  | 10 юли 1928 г.   | На 9 август 1942 г. повреден от японската корабна артилерия в боя при остров Саво, изоставен и потопен |

## Оценка на проекта
Главната задача на крайцерите от типа „Кент“ е защитата на проточените комуникации на Британската империя. Като основна заплаха за тях се разглеждат леките и спомагателните крайцери и новите кораби трябва гарантирано да настигат и унищожават такъв противник. В съответствие с това „Кентовете“ получават мощно въоръжение, имат огромна за мерките на 1920-е години далечина на плаване, отличават се с прекрасна мореходност, а условията за обитаемост са възможно най-добри. Скоростта на корабите първоначално е смятана за достатъчна, за да се настигне вражеския рейдер и да се надбяга по-силния противник. Макар в резултат на всички тези показатели броневата защита да се оказва прекалено слаба, за момента на построяването им това не се счита за фатален недостатък – предполага се, че унищожаването на вражеските рейдери с артилерия не повече от 6 дюйма ще става на далечни дистанции, когато ответния огън на противника ще бъде слабоефективен.
Първото отрезвяване става през втората половина на 1920-те години, когато стават известни характеристиките на строящите се „вашингтонски“ крайцери в другите страни. Те явно превъзхождат „Кентовете“ по скорост и защитеност и е ясно, че сблъсък с такъв противник ще е доста опасен за британските „вашингтонци“. В Адмиралтейството разглеждат две възможни решения на въпроса – да се продължи строителството или да се спре попълването на флота за преработване на проекта. В резултат е избран втория вариант, което води до появата на типовете „Лондон“ и „Норфолк“.
Британия, заедно със Съединените Щати се явява инициатор на ограничителните конференции и договори, съблюдава техните изисквания, за това, в условията на строгото спазване на строгите договорни лимити и при наличието на специфични за Великобритания изиквания към нейните крайцери, те просто не могат да бъдат други. За да изпълняват своите задължения по огромните комуникации на Британската империя и на просторите на световния океан английският флот се нуждае от конструктивно надеждни океански крайцери с огромна далечина на плаване – и в тяхна жертва са принесени бронирането, въоръжението и даже скоростта на хода. По този начин те се явяват кораби, отговарящи на всички изисквания на имперската политика на Британия.
| ТТХ първите вашингтонски крайцери            | ТТХ първите вашингтонски крайцери | ТТХ първите вашингтонски крайцери                   | ТТХ първите вашингтонски крайцери                 | ТТХ първите вашингтонски крайцери      | ТТХ първите вашингтонски крайцери   | ТТХ първите вашингтонски крайцери                         |
|                                              | Великобритания„Кент“              | Япония„Аоба“                                        | Япония„Миоко“                                     | САЩ„Пенсакола“                         | Франция„Дюкен“                      | Италия„Тренто“                                            |
| -------------------------------------------- | --------------------------------- | --------------------------------------------------- | ------------------------------------------------- | -------------------------------------- | ----------------------------------- | --------------------------------------------------------- |
| Година на залагане/влизане в строй           | 1924/1927                         | 1924/1929                                           | 1924/1928                                         | 1925/1928                              | 1924/1928                           | 1925/1929                                                 |
| Водоизместимост, стандартна/пълна, т         | 9906/13 614                       | 8300/10 583                                         | 10 980/14 194                                     | 9242/11 696                            | 10 000/12 200                       | 10 344/13 344                                             |
| Енергетична установка, к.с.                  | 80 000                            | 102 000                                             | 130 000                                           | 107 000                                | 120 000                             | 150 000                                                   |
| Максимална скорост, възела                   | 31,5                              | 34,5                                                | 35,5                                              | 32,5                                   | 33,75                               | 36                                                        |
| Далечина на плаване, мили на скорост, възела | 8000 (10)                         | 7000 (14)                                           | 7000 (14)                                         | 10 000 (15)                            | 4500 (15)                           | 4160 (16)                                                 |
| Артилерия на главния калибър                 | 4×2 – 203-мм/50 Mk VIII           | 3×2 – 200-мм/50                                     | 5×2 – 200-мм/50 тип 3-та година № 1               | 2×3, 2×2 – 203-мм/55 Mk 9              | 4×2 – 203-мм/50 Mod 24              | 4×2 – 203-мм/50 Mod. 24                                   |
| Универсална артилерия                        | 4×1 – 102-мм/45 Mk V              | 4×1 – 120-мм/45                                     | 6×1 – 120-мм/45 тип 3                             | 4×1 – 127-мм/25                        | 8×1 – 76-мм/60 Mod 22               | 6×2 – 100-мм/47 Mod. 24                                   |
| Торпедно въоръжение                          | 2×4 – 533-мм ТА                   | 6×2 – 610-мм ТА                                     | 4×3 – 610-мм ТА                                   | 2×3 – 533-мм ТА                        | 2×3 – 533-мм ТА                     | 4×2 – 533-мм ТА                                           |
| Авиогрупа                                    | —                                 | 1 катапулт, 1 хидросамолет                          | 1 катапулт, 2 хидросамолета                       | 2 катапулта, до 4 хидросамолета        | 1 катапулт, 2 хидросамолета         | 1 катапулт, 2 хидросамолета                               |
| Брониране, мм                                | Борд– 25, палуба – 32, кули – 25  | Борд – 76, палуба – 32 – 35, кули – 25, мостик – 35 | Борд – 102, палуба – 32 – 35, кули – 25, ПТП – 58 | Борд – 63, палуба – 44, кули – 63 – 19 | Палуба – 30, кули – 30, рубка – 100 | Борд – 70, палуба – 20 – 50, кули – 100, рубка – 40 – 100 |
| Екипаж                                       | 685                               | 622                                                 | 764                                               | 631                                    | 605                                 | 723                                                       |

## Коментари
1. ↑  Всички данни са приведени по състояние към 1939 г.
2. ↑  За американските и британските кораби дългите тонове са преизчислени в метрични.